# 오타와
오타와(영어: Ottawa)는 캐나다의 수도이자, 지방자치단체로 온타리오주 내에 두 번째로 큰 도시이다. 남 온타리오 동부의 오타와 밸리에 위치한 이 도시는 오타와강 남쪽 유역에 있으며, 주요 수로는 온타리오와 퀘벡 지방 사이의 지역 경계선을 형성한다.
오타와강 북쪽 기슭의 이웃한 퀘벡 주의 가티노와는 여러 개의 다리들로 연결되는데, 두 도시와 주변 지역들은 수도권으로 지정되어 있다. 별도의 자치정부에 의해 통치되지만, 이 지역 내에 연방 토지는 국립수도권개발위원회(NCC)가 관할하며, 연방 정부의 공기업이 수도권의 기획 · 관리 및 공익에 대한 책임을 담당한다.
2006년, 오타와의 인구는 812,129명으로, 토론토, 몬트리올, 캘거리에 이어 인구수로 4위에 해당하며, 온타리오 주에서는 두 번 째로 많다. 오타와-가티노 대도시권의 2006년 인구는 1,130,761명으로, 캐나다 대도시권에서 네 번 째로 많은 것으로 조사되었다. 오타와, 가티노 그리고 인근 교외지역을 포함한 수도권의 추정인구는 1,451,415명이다. 2009년의 대도시권 인구조사에서는 오타와-가티노의 추정인구는 1,220,674명으로, 캐나다에서 다섯 번 째로 많았다. 오타와는 미국 경제지 <포브스>가 뽑은 세계에서 가장 깨끗한 도시 4위, 또한 세계적인 인적자원 컨설팅 회사인 머서(Mercer)가 발표한 "삶의 질 평가보고서"에서는 가장 살기좋은 도시 18위에 선정되었다.
다른 국가의 수도와 마찬가지로, 단어 "오타와" 또한 환유에 의해, 특히 지방 혹은 시 당국이 아닌 이 나라의 연방정부를 언급할 때 사용된다.
오타와를 연고로 하는 프로스포츠팀으로 NHL 아이스하키의 오타와 세너터스가 있다.

## 역사
오타와 지역은 오랫동안 초기부족민인 Odawa(혹은 Odaawaa)의 거주지였다. Odawa는 알곤킨족의 "큰 강" 또는 "거대한 강"을 의미하는 Kichi Sibi 혹은 Kichissippi 강이라 불렸다.
1826년 영국의 군인들이 첫 정착지를 설립하였고, 1867년 캐나다 차지령의 수도가 되었다. 1931년 영국으로부터 독립할 때 캐나다의 수도로 남아있었다.

## 문화
많은 공원들과 큰 관청사들, 아름다운 거리들이 오타와의 아름다운 경치를 돋보이고 있다. 캐나다의 국회의사당이 강변의 언덕에 서있으며, 그 언덕에는 전쟁 중에 전사한 캐나다군들이 안장된 국립묘지가 있다.
오타와는 매년마다 여러 가지 축제가 열린다. 그 중의 하나는 5월마다 열리는 10일간의 튤립 축제이다. 3만 송이 이상의 튤립들이 공원, 도로, 건물 등에 피어져 있다.

## 주민
| 연도 | 인구    | ±%     |
| ---- | ------- | ------ |
| 1901 | 101,102 | —      |
| 1911 | 123,417 | +22.1% |
| 1921 | 152,868 | +23.9% |
| 1931 | 174,056 | +13.9% |
| 1941 | 206,367 | +18.6% |
| 1951 | 246,298 | +19.3% |
| 1956 | 287,244 | +16.6% |
| 1961 | 358,410 | +24.8% |
| 1966 | 413,695 | +15.4% |
| 1971 | 471,931 | +14.1% |

| 연도 | 인구    | ±%     |
| ---- | ------- | ------ |
| 1976 | 520,533 | +10.3% |
| 1981 | 546,849 | +5.1%  |
| 1986 | 606,639 | +10.9% |
| 1991 | 678,147 | +11.8% |
| 1996 | 721,136 | +6.3%  |
| 2001 | 774,072 | +7.3%  |
| 2006 | 812,129 | +4.9%  |
| 2011 | 883,391 | +8.8%  |
| 2016 | 934,243 | +5.8%  |

캐나다의 수도인 이유로 나라의 공용어인 영어와 프랑스어를 둘다 쓰는 주민들이 많다. 영국계가 24.3%, 프랑스계가 21.5%이다. 또한 아일랜드계 (22.5%), 독일계 (8.4%), 이탈리아계 (4.9%)의 주민들도 살며, 22.3%의 외국인들이 있는 데 이들은 중국, 레바논, 이란과 구유고슬라비아인 등을 포함한다.

## 기후
| 오타와의 기후                                                          | 오타와의 기후 | 오타와의 기후 | 오타와의 기후 | 오타와의 기후 | 오타와의 기후 | 오타와의 기후 | 오타와의 기후 | 오타와의 기후 | 오타와의 기후 | 오타와의 기후 | 오타와의 기후 | 오타와의 기후 | 오타와의 기후 |
| 월                                                                     | 1월           | 2월           | 3월           | 4월           | 5월           | 6월           | 7월           | 8월           | 9월           | 10월          | 11월          | 12월          | 연간          |
| ---------------------------------------------------------------------- | ------------- | ------------- | ------------- | ------------- | ------------- | ------------- | ------------- | ------------- | ------------- | ------------- | ------------- | ------------- | ------------- |
| 역대 최고 기온 °C (°F)                                                 | 11.7 (53.1)   | 16.0 (60.8)   | 26.7 (80.1)   | 31.2 (88.2)   | 35.2 (95.4)   | 36.7 (98.1)   | 37.8 (100.0)  | 37.8 (100.0)  | 36.7 (98.1)   | 31.0 (87.8)   | 24.0 (75.2)   | 17.2 (63.0)   | 37.8 (100.0)  |
| 일평균 최고 기온 °C (°F)                                               | −5.2 (22.6)   | −3.3 (26.1)   | 2.5 (36.5)    | 11.2 (52.2)   | 19.4 (66.9)   | 24.2 (75.6)   | 26.7 (80.1)   | 25.6 (78.1)   | 21.1 (70.0)   | 13.3 (55.9)   | 5.8 (42.4)    | −1.5 (29.3)   | 11.6 (52.9)   |
| 일일 평균 기온 °C (°F)                                                 | −9.6 (14.7)   | −8.1 (17.4)   | −2.2 (28.0)   | 6.1 (43.0)    | 13.8 (56.8)   | 18.8 (65.8)   | 21.3 (70.3)   | 20.1 (68.2)   | 15.6 (60.1)   | 8.8 (47.8)    | 2.0 (35.6)    | −5.1 (22.8)   | 6.8 (44.2)    |
| 일평균 최저 기온 °C (°F)                                               | −14.0 (6.8)   | −12.9 (8.8)   | −6.9 (19.6)   | 1.1 (34.0)    | 8.0 (46.4)    | 13.3 (55.9)   | 15.8 (60.4)   | 14.6 (58.3)   | 10.1 (50.2)   | 4.1 (39.4)    | −1.8 (28.8)   | −8.7 (16.3)   | 1.9 (35.4)    |
| 역대 최저 기온 °C (°F)                                                 | −37.8 (−36.0) | −38.3 (−36.9) | −36.7 (−34.1) | −20.6 (−5.1)  | −7.2 (19.0)   | 0.0 (32.0)    | 3.3 (37.9)    | 1.1 (34.0)    | −4.4 (24.1)   | −12.8 (9.0)   | −30.6 (−23.1) | −38.9 (−38.0) | −38.9 (−38.0) |
| 평균 강수량 mm (인치)                                                  | 65.2 (2.57)   | 52.4 (2.06)   | 61.6 (2.43)   | 81.3 (3.20)   | 80.1 (3.15)   | 95.1 (3.74)   | 92.3 (3.63)   | 87.4 (3.44)   | 87.0 (3.43)   | 90.2 (3.55)   | 72.0 (2.83)   | 73.6 (2.90)   | 938.2 (36.93) |
| 평균 강우량 mm (인치)                                                  | 27.0 (1.06)   | 17.0 (0.67)   | 32.5 (1.28)   | 72.2 (2.84)   | 80.0 (3.15)   | 95.1 (3.74)   | 92.3 (3.63)   | 87.4 (3.44)   | 87.0 (3.43)   | 88.6 (3.49)   | 57.1 (2.25)   | 35.3 (1.39)   | 771.5 (30.37) |
| 평균 강설량 cm (인치)                                                  | 44.5 (17.5)   | 41.0 (16.1)   | 30.9 (12.2)   | 7.5 (3.0)     | 0.0 (0.0)     | 0.0 (0.0)     | 0.0 (0.0)     | 0.0 (0.0)     | 0.0 (0.0)     | 1.7 (0.7)     | 16.1 (6.3)    | 42.7 (16.8)   | 184.4 (72.6)  |
| 평균 강수일수 (≥ 0.2 mm)                                               | 15.2          | 12.0          | 11.3          | 12.5          | 13.5          | 12.9          | 12.2          | 11.5          | 11.9          | 14.5          | 13.9          | 15.6          | 157.0         |
| 평균 강우일수 (≥ 0.2 mm)                                               | 4.5           | 3.1           | 5.6           | 11.1          | 13.5          | 12.9          | 12.2          | 11.5          | 11.9          | 14.3          | 10.5          | 6.3           | 117.4         |
| 평균 강설일수 (≥ 0.2 cm)                                               | 13.0          | 10.1          | 7.1           | 2.3           | 0.07          | 0.0           | 0.0           | 0.0           | 0.0           | 0.38          | 4.6           | 11.4          | 49.0          |
| 평균 상대 습도 (%) (15:00)                                             | 70.6          | 63.5          | 57.6          | 51.2          | 51.0          | 55.1          | 54.3          | 55.7          | 58.1          | 63.9          | 68.1          | 75.5          | 60.4          |
| 평균 월간 일조시간                                                     | 99.3          | 131.3         | 167.1         | 189.8         | 229.8         | 254.2         | 279.0         | 249.3         | 177.6         | 139.4         | 84.3          | 82.6          | 2,083.7       |
| 가능 일조율                                                            | 35.0          | 44.9          | 45.3          | 46.9          | 49.9          | 54.3          | 58.9          | 57.1          | 47.1          | 41.0          | 29.4          | 30.3          | 45.0          |
| 출처: 캐나다 환경기후변화부 (평년값: 1991년~2020년, 극값: 1872년~현재) |               |               |               |               |               |               |               |               |               |               |               |               |               |

## 같이 보기
- 수도 이름순 수도 목록